# Бобруйки (Черниговская область)
Бобруйки (укр. Бобруйки) — село в Козелецком районе Черниговской области Украины. Население — 438 человек. Занимает площадь 2,533 км².
Код КОАТУУ: 7422081001. Почтовый индекс: 17070. Телефонный код: +380 4646.

## Власть
Орган местного самоуправления — Бобруйковский сельский совет. Почтовый адрес: 17070, Черниговская обл., Козелецкий р-н, с. Бобруйки, ул. Леси Украинки, 62.

## Известные люди

### В селе родились
- Нэлепп, Георгий Михайлович (1904—1957) — оперный певец, народный артист СССР (1951)